# Saint-Aubin-Celloville
Saint-Aubin-Celloville is een gemeente in het Franse departement Seine-Maritime (regio Normandië). De gemeente telt 976 inwoners (2004) en maakt deel uit van het arrondissement Rouen.

## Geschiedenis
Op het eind van het ancien régime werden Saint-Aubin-la-Campagne en Celloville een gemeente. In 1829 werden beide gemeente al opgeheven en samengevoegd in de gemeente Saint-Aubin-Celloville.

## Geografie
De oppervlakte van Saint-Aubin-Celloville bedraagt 6,7 km², de bevolkingsdichtheid is 145,7 inwoners per km². In de gemeente liggen de dorpen Saint-Aubin-la-Campagne en Cellovile. Saint-Aubin-la-Campagne ligt in het zuiden van de gemeente, Celloville in het noorden. Centraal tussen beide dorpen ligt het gehucht Incarville.
De onderstaande kaart toont de ligging van Saint-Aubin-Celloville met de belangrijkste infrastructuur en aangrenzende gemeenten.

## Bezienswaardigheden
- De Église Saint-Aubin in Saint-Aubin-la-Campagne
- De Église Saint-Pierre-et-Saint-Laurent in Celloville

## Demografie
Onderstaande figuur toont het verloop van het inwonertal (bron: INSEE-tellingen).